# شهرستان یونگشون
شهرستان یونگشون (به لاتین: Yongshun County) یک شهرستان‌های جمهوری خلق چین در چین است که در ولایت خودمختار شیانگشی توجیا و میائو واقع شده‌است. شهرستان یونگشون ۳٬۸۰۹٫۶۹ کیلومتر مربع مساحت و ۴۲۸٬۳۷۳ نفر جمعیت دارد و ۲۵۶ متر بالاتر از سطح دریا واقع شده‌است.